# Aleksa Šantić
Aleksa Šantić (ur. 27 maja 1868 w Mostarze, zm. 2 lutego 1924 tamże) – poeta bośniacki, narodowości serbskiej. W swojej twórczości inspirował się tradycyjną bośniacką balladą miłosną sevdalinka. Jego poezja odzwierciedlała zarówno kulturę miejską regionu, jak i rosnącą świadomość narodową. Najczęstsze tematy jego wierszy to niesprawiedliwość społeczna, nostalgiczna miłość, cierpienie ludu serbskiego i jedność południowych Słowian. Pełnił funkcję redaktora naczelnego magazynu Zora (1896–1901). Šantić był jedną z czołowych osób serbskiego ruchu literackiego i narodowego w Mostarze. W 1914 został członkiem Królewskiej Serbskiej Akademii Nauk. Upamiętniony nazwą wsi Aleksa Šantić w Serbii oraz wizerunkiem na banknocie o nominale 10 marek zamiennych.

## Twórczość
- Pjesme, Mostar, 1891.
- Pjesme, Mostar, 1895.
- Pjesme, Mostar, 1901.
- Pod maglom, Belgrad, 1907.
- Pjesme, Mostar, 1908.
- Pjesme, Belgrad, 1911.
- Hasanaginica, 1911.
- Na starim ognjištima, Mostar, 1913.
- Pesme, Zagrzeb, 1918?
- Pesme, Belgrade 1924.

Tłumaczył również twórczość Heinricha Heinego, Szekspira, Schillera.